# Bemisia giffardi
Bemisia giffardi är en insektsart som först beskrevs av Kotinsky 1907.  Bemisia giffardi ingår i släktet Bemisia och familjen mjöllöss. Inga underarter finns listade i Catalogue of Life.